# Veículo elétrico
Um bonde histórico 
ainda em uso em Milão.
Veículo elétrico é um tipo de veículo que utiliza propulsão por meio de motores elétricos. É composto por um sistema primário de energia, uma ou mais máquinas elétricas e um sistema de acionamento e controle de velocidade ou binário. Os veículos elétricos fazem parte do grupo dos veículos denominados zero emissões, que por terem um meio de locomoção não poluente não emitem quaisquer gases nocivos para o ambiente, nem emitem ruído considerável, uma vez que motores elétricos são mais silenciosos que motores de combustão interna.
Locomotivas elétricas, trólebus e bondes são alimentados pela rede elétrica aérea através de catenárias. Ônibus elétricos, carros elétricos, submarinos, aviões elétricos e outros podem utilizar a energia fornecida por baterias ou por células de combustível. Veículos com célula de combustível apresentam menor tempo para reabastecimento e maior autonomia. A, ainda em desenvolvimento aeronave híbrida elétrica (cujo sistema de propulsão é uma combinação motor de combustão / motor elétrico) também apresentaria maior autonomia, além de ser menos poluente e mais econômico.

## História
O primeiro projeto de motor elétrico começou com o húngaro Ányos Jedlik em 1828, contudo, o primeiro veículo elétrico foi construído por Thomas Davenport em 1835. A partir desse momento e pelo resto do século XIX, veículos elétricos começaram a ser adaptados para funcionarem em trilhos.
A primeira célula de combustível foi desenvolvida no em 1838 por William Robert Grove.
O primeiro automóvel a ultrapassar os 100 Km/h foi o carro elétrico La Jamais Contente no Parc agricole d'Achères, Paris, em 29 de abril de 1899. Projetado por Camille Jenatzy, sua aerodinâmica era revolucionária (ver: aerodinâmica automotiva).
No início do século XX algumas companhias como Baker Electric, Columbia Electric, e Detroit Electric fabricavam veículos elétricos. Inclusive, no ano de 1900, 28% dos veículos produzidos nos Estados Unidos eram elétricos. O declínio veio principalmente após o início da produção em massa por Henry Ford dos veículos de combustão, que fez o custo de produção desses tipos de veículo caírem drasticamente.
A primeira célula de combustível a hidrogênio para uso automotivo foi desenvolvida em 1991 por Roger Billings. Estudos da década de 2020, indicam que as células de combustível também podem converter em energia o hidrogênio contido no etanol (álcool combustível).
|                          |                           |                                            |                                                           |
| Motor elétrico rotativo. | Motor elétrico recíproco. | Veículo elétrico de Thomas Parker de 1880. | Camille Jenatzy na direção do La Jamais Contente em 1899. |

## Tipos
Alguns tipos de carros elétricos:
- Battery electric vehicle (BEV): um veículo elétrico que usa bateria de alta-tensão;[11]
- Fuel cell electric vehicle (FCEV): um veículo com célula de combustível;[11]
- Battery electric vehicle with range extender (BEV REx, EREV): um veículo com extensor de carga;[11]
- Full hybrid electric vehicle (FHEV): um veículo híbrido completo, e;[11]
- Plug-in hybrid electric vehicle (PHEV): um veículo híbrido com tomada externa tipo plug-in.[11]

## Fabricação
A fabricação desses veículos em países como Brasil, Estados Unidos e Japão partiu da indústria automobilística, que estava preocupada com o avanço do preço do petróleo. Já no caso do Brasil, em 1975 a fabricante Gurgel fez um carro elétrico totalmente brasileiro, o Gurgel Itaipu, estando bem a frente de outras empresas automobilísticas brasileiras.
Anos a frente, no Salão do Automóvel, a Fiat apresentou o protótipo do Palio elétrico, em junho de 2006. Desde então, mantém parcerias para o desenvolvimento de veículos e equipamentos de energia limpa.

## No Brasil

### Gurgel Itaipu

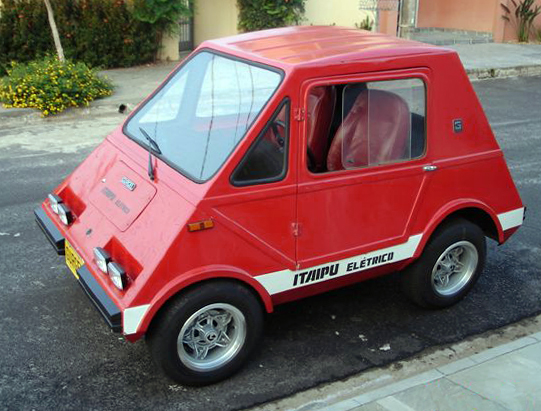
Gurgel Itaipu de 1975, primeiro veículo elétrico desenvolvido no Brasil.

Em 1974, a Gurgel Motores apresentou no Salão de São Paulo daquele ano o Itaipu, um minicarro capacidade para dois passageiros que foi o primeiro automóvel elétrico desenvolvido na América Latina. Apesar da proposta interessante, o conceito não ganhou produção em série. Mas acabou servindo de base para o E-400, um utilitário produzido entre os anos de 1981 e 1982 e que foi o primeiro carro elétrico produzido em série no Brasil.
Oferecido nas carrocerias furgão e picape e com capacidade para 400 kg (E-400) e 500 kg (E-500) de carga, tinha uma carroceria em fibra de vidro de linhas bem arredondadas e estava equipado com um motor elétrico de apenas 13,6 CV, que combinado a um câmbio de quatro marchas de origem Volkswagen permitia ao E-400 atingir os 80 km/l. Além da baixa velocidade máxima se comparado aos carros com motores a combustão, tinha outro problema comum aos elétricos daqueles tempos: a combinação de pequena autonomia (127 km no uso urbano) e a demora na recarga das oito baterias de chumbo-ácido, que variava entre seis e oito horas.
O utilitário acabou sendo vendido em pequenas quantidades, sendo empregado principalmente nas frotas de empresas estatais. A sua carroceria, porém, foi reaproveitada no modelo G-800, que empregava a mecânica VW a ar no lugar do motor elétrico e das baterias e durou até 1988.

### Pratyko
Em Santa Catarina foi desenvolvido com o apoio do estado, um carro voltado especificamente para cadeirantes, nele não é necessário sair de sua cadeira de rodas para entrar e dirigir o carro, ainda na fase de protótipo, é um dos únicos carros brasileiros que possuem um motor elétrico da WEG. Os criadores do modelo são apenas três amigos, Gilberto Mesquita, João Frank Gil e Marcio David.

### Projeto VE

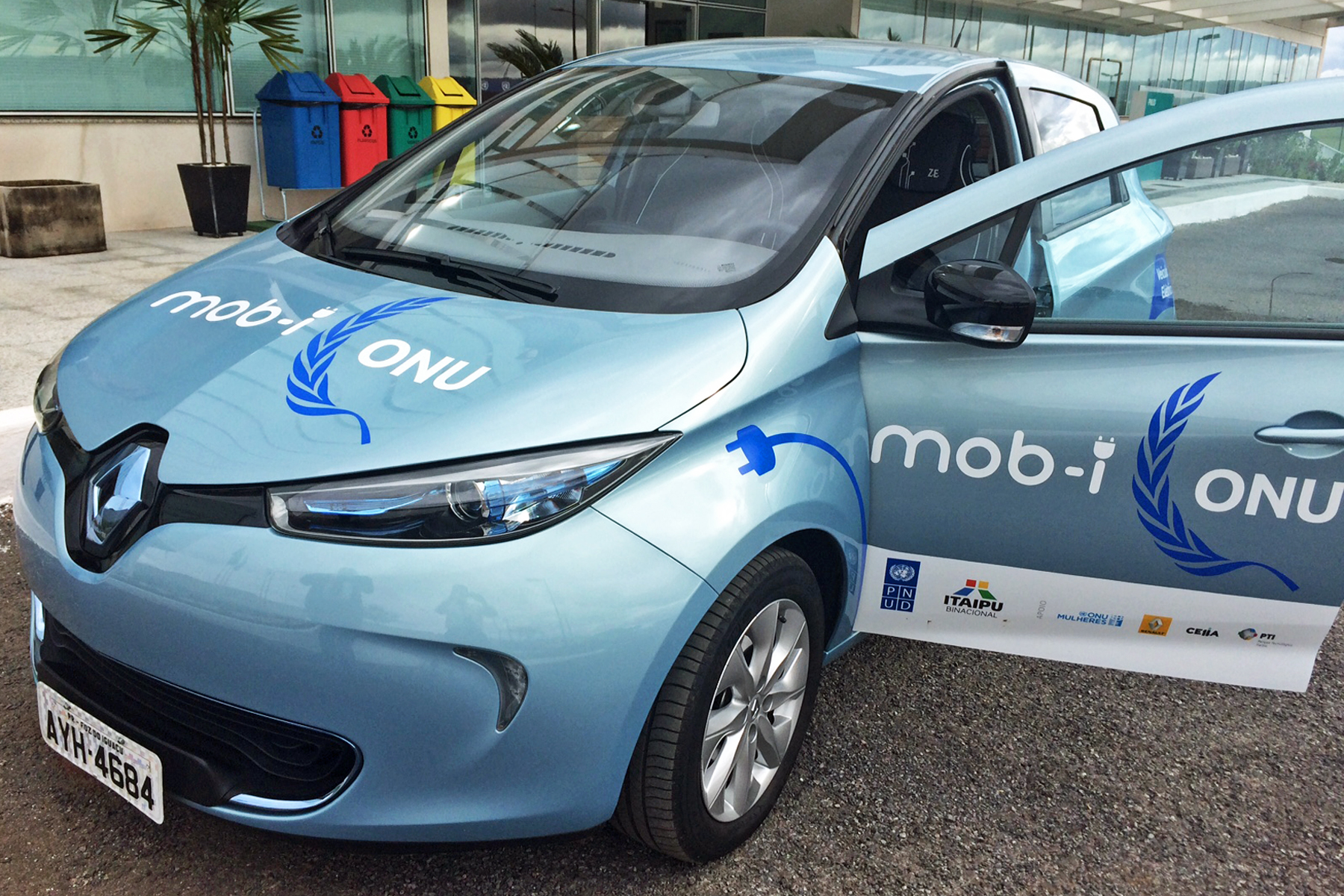
Renault Zoe em teste patrocinado por Itaipu e o PNUD.

O Projeto VE consiste no desenvolvimento e pesquisa de veículos movidos a energia elétrica. Sediado em Itaipu, é composto por três grupos de trabalho para o desenvolvimento do Fiat Palio Weekend Elétrico (carro para uso urbano), Daily Elétrico (caminhão elétrico para pequenas cargas) e Granmini Elétrico (miniônibus elétrico).
A iniciativa teve início com a assinatura de um acordo internacional de cooperação técnica firmado pela Itaipu e pela Kraftwerke Oberhasli (KWO), controladora de hidrelétricas suíças em 15 de maio de 2006. Desde então, reúne parcerias com a montadora Fiat, além de empresas de tecnologia, concessionárias de energia elétrica e instituições de pesquisa do Brasil, Paraguai e Suíça.
No campo acadêmico, o projeto possibilita o intercâmbio de informações e conhecimentos entre institutos de pesquisas e universidades brasileiras, paraguaias e europeias, que agem como catalisadores para o desenvolvimento desta nova tecnologia. Além disso, o projeto VE proporciona a capacitação de profissionais e geração de emprego e renda.

### CPFL Energia e o Projeto de P&D de Mobilidade Elétrica
A CPFL Paulista em cooperação com a CPFL Piratininga e Rio Grande Energia, três empresas pertencentes ao Grupo CPFL Energia, formataram o Projeto de pesquisa e desenvolvimento ANEEL “PA0060 INSERÇÃO TÉCNICA E COMERCIAL DE VEÍCULOS ELÉTRICOS EM FROTAS EMPRESARIAIS DA REGIÃO METROPOLITANA DE CAMPINAS”, integrando veículos elétricos nas frotas de grandes empresas da região, visando construir um laboratório real de Mobilidade Elétrica na Região Metropolitana de Campinas (RMC), com o intuito de criar condições para a realização dos estudos de impacto da mobilidade elétrica no setor elétrico.
Entre os objetivos do projeto, podemos destacar a avaliação dos impactos do veículo elétrico na rede de distribuição de energia (possíveis interferências, demanda de energia necessária, adequações dos padrões construtivos, etc), estudo e proposição de regulamento tarifário para a cobrança das recargas (ex: horário de carregamento, cobrança em roaming), realização diversos outros estudos acadêmicos para a desmistificação do tema de mobilidade elétrica no país, estudar e entender o modelo de negócio das distribuidoras de energia elétrica com os veículos elétricos e desenvolver competências de provedor, instalador e explorador de infraestruturas de recarregamento.
Participam desse projeto como entidades executoras: o CPqD (Centro de Pesquisa e Desenvolvimento em Telecomunicações), a Universidade Estadual de Campinas (FEEC, FEM e DPCT) e a Daimon Engenharia.
A CPFL possui grandes empresas envolvidas no projeto, as quais utilizam os veículos em suas atividades, permitindo a compreensão real do uso dos veículos elétricos a partir da construção do laboratório real.
O projeto teve início em 2013 e terá encerramento em maio de 2018, quando a CPFL Energia apresentará todas conclusões e propostas de enquadramento legislativo e regulatório, modelos de negócios e políticas de incentivo ao Regulador, a ANEEL (Agência Nacional de Energia Elétrica). Principalmente por esse ser um Projeto de P&D ANEEL.

### FNM

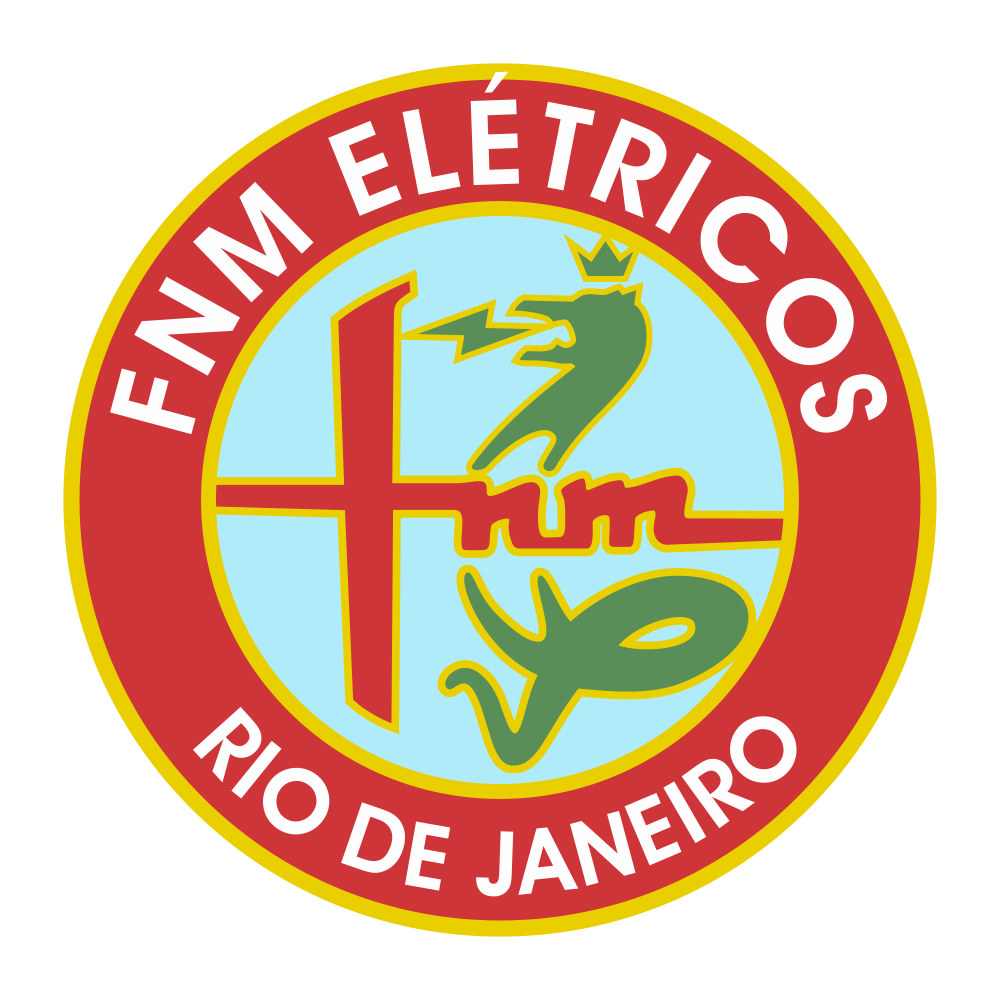
Logomarca da nova FNM.

A FNM (Fábrica Nacional de Motores), popularmente conhecida como "FeNeMê, foi criada durante a Era Vargas e inicialmente voltada para a fabricação de motores aeronáuticos.  Em 1949, a empresa passou a fabricar automóveis e caminhões. Em 2018 a FNM voltou a atividade, atualmente como Fábrica Nacional de Mobilidade, e dedicando-se a produção de caminhões elétricos.

#### Pontos de carregamento públicos e semipúblicos

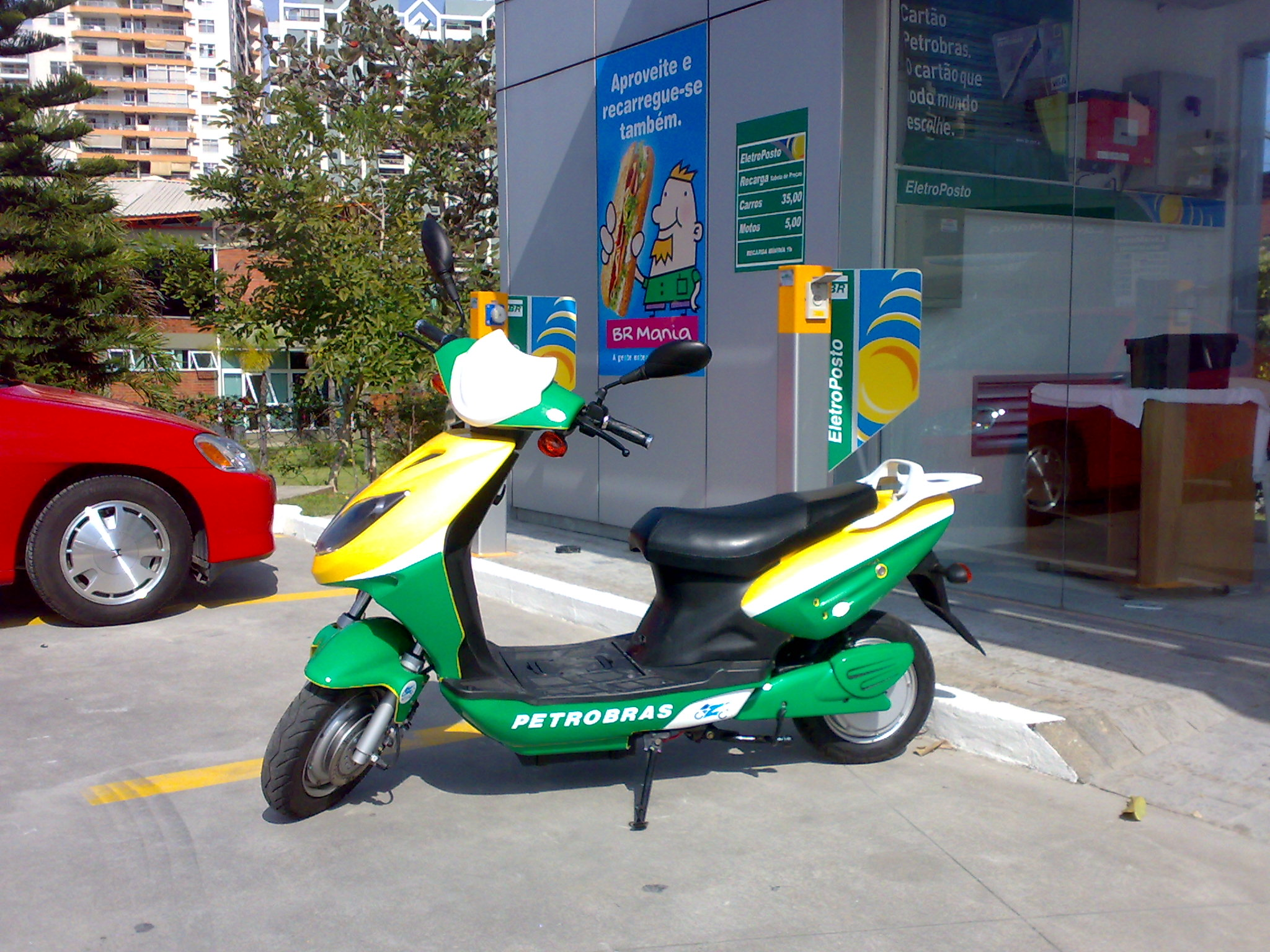
Motoneta elétrica estacionada no primeiro eletroposto do Brasil no Rio de Janeiro.

O primeiro eletroposto (estação de carga) para veículos elétricos do Brasil entrou em operação em 10 de outubro de 2010, no Rio de Janeiro. Este eletroposto converte energia solar em energia elétrica para carregar os veículos ou efetua a troca das baterias descarregadas.
Hoje, os usuários dos carros elétricos contam com cinco pontos de recarregamento em operação no âmbito do Projeto de Mobilidade Elétrica. Quatro estão localizados em Campinas, um em frente à sede da CPFL, o segundo na área externa do posto de serviços da Bosch, no bairro Jardim do Trevo,  o terceiro no Centro de Convivência, no bairro do Cambuí, e o quarto no Shopping Iguatemi Campinas. O quinto eletroposto foi instalado no Posto Graal 67, na Rodovia Anhanguera, na altura de Jundiaí (SP).
O projeto expandirá a rede de carregamento, dentro da Região Metropolitana da Campinas e em alguns pontos na rodovia, chegando em até 25 eletropostos.

### Universidade de São Paulo
A Universidade de São Paulo (USP) recebeu em 2011 a doação de quinze Scooters elétricas que estão distribuídas pelos Campi da Universidade.

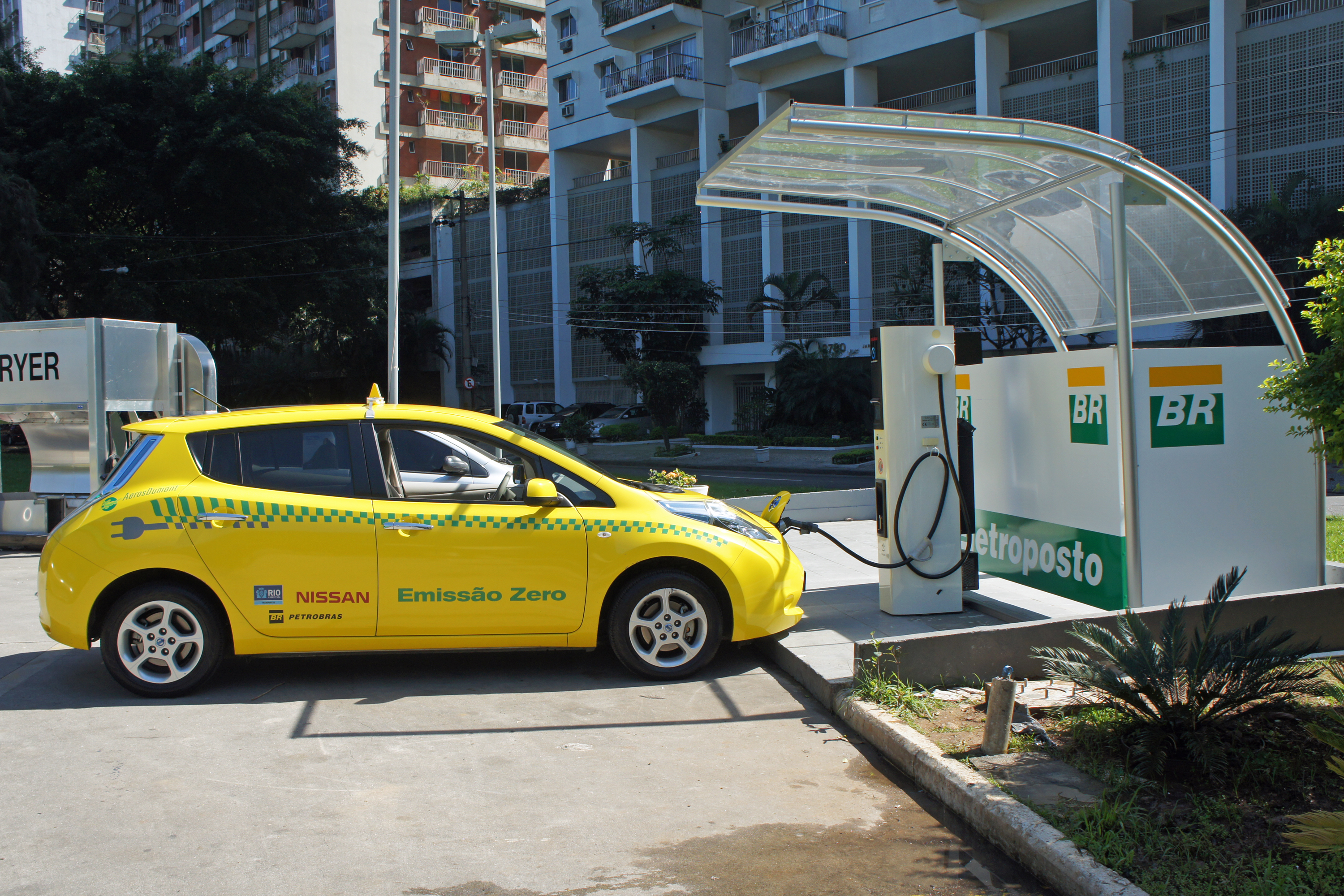
Nissan Leaf operando como taxi carregando em um eletroposto da Petrobras no Rio de Janeiro.

Dentre as Universidades brasileiras a USP é a mais envolvida no tema. Além do uso de Scooters elétricas para o patrulhamento nos campi, a Universidade de São Paulo está implementando um eletroposto de carga lenta para carros elétricos. Ademais, também existe um estudo acadêmico patrocinado pelo CNPq (Conselho Nacional de Desenvolvimento Científico e Tecnológico) conduzido por professores da Faculdade de Economia, Administração e Contabilidade da USP (FEA-USP), sobre impactos socioeconômicos e sobre as perspectivas de modelos de negócios para o Veículo Elétrico na região da grande São Paulo.

### Nissan Leaf
Em 11 de junho de 2012, a cidade de São Paulo recebeu os dois primeiros táxis elétricos do Brasil. Trata-se do Nissan Leaf. Estes estão disponíveis para passageiros, sem tarifa diferenciada, no cruzamento da Av. Paulista com a Rua da Consolação. Até o final de 2012 serão dez táxis elétricos neste ponto.

### BMW i3
Em setembro de 2014, o BMW i3 tornou-se o primeiro carro elétrico plug-in disponível no Brasil para clientes de varejo. Inicialmente o i3 estará disponível em concessionárias de oito cidades: São Paulo, Rio de Janeiro, Curitiba, Brasília, Belo Horizonte, Salvador, Recife e Joinville.

### Incentivos em São Paulo

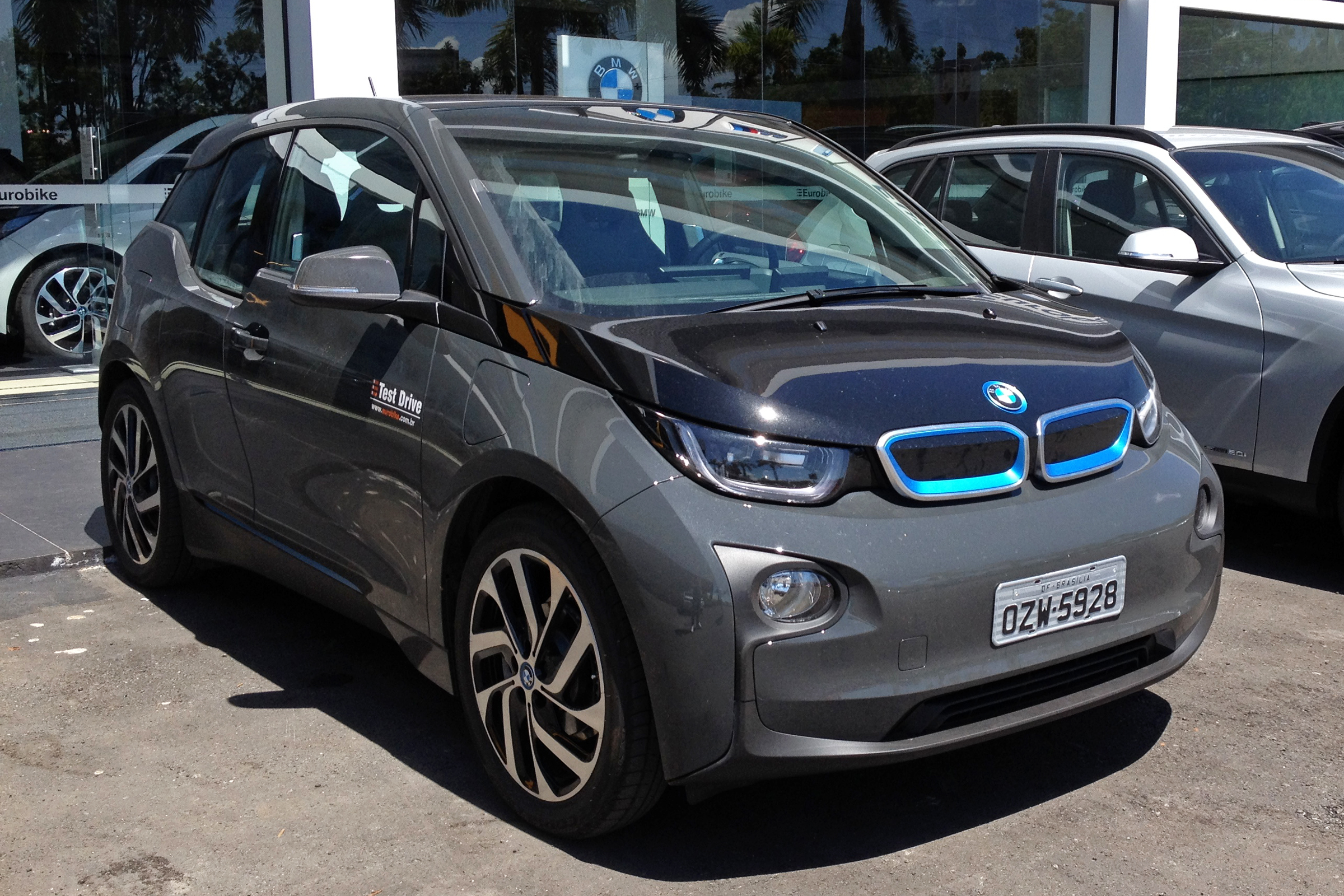
O BMW i3 foi o primeiro carro Zero-Emissões do país vendido no varejo com isenção do rodízio de veículos de São Paulo.

Em maio de 2014, a Prefeitura de São Paulo aprovou a Lei 15.997/14 que prevê que carros elétricos, híbridos e a célula de combustível de hidrogênio emplacados na cidade recebam de volta 50% do IPVA pago, que corresponde a parte que cabe à Prefeitura, já que o imposto é estadual. A devolução do IPVA é limitada a 10 mil reais e vale cinco anos. O carro não pode custar mais de R$150 000. Estes carros com propulsão alternativa também estarão isentos do  rodízio de veículos de São Paulo. A legislação de São Paulo procura estimular a adoção de políticas semelhantes em outras cidades brasileiras. O decreto autorizando os benefícios foi assinado pelo Prefeito de São Paulo em setembro de 2015. Inicialmente, a medida vai beneficiar somente 387 automóveis, entre híbridos e elétricos emplacados no município.
O BMW i3, o primeiro carro 100% elétrico plug-in (Zero-Emissões) disponível no Brasil para clientes do varejo, é o primeiro veículo elétrico elegível para a isenção do rodízio para carros com propulsão alternativa emplacados em São Paulo. Vários automóveis híbridos disponíveis no mercado, como o Toyota Prius e Ford Fusion Hybrid, também são beneficiados com a isenção do rodízio e o incentivo tributário.

### Fernando de Noronha
A ilha de Fernando de Noronha será o primeiro território brasileiro a proibir a circulação de carros movidos a combustão, ou seja, só será permitido a permanência de veículos elétricos na ilha.[carece de fontes?] A partir de 2022, nenhum veículo a combustão poderá entrar na ilha e até 2030 todos carros movidos a etanol, gasolina e híbridos deverão deixar a região.

## Em Portugal

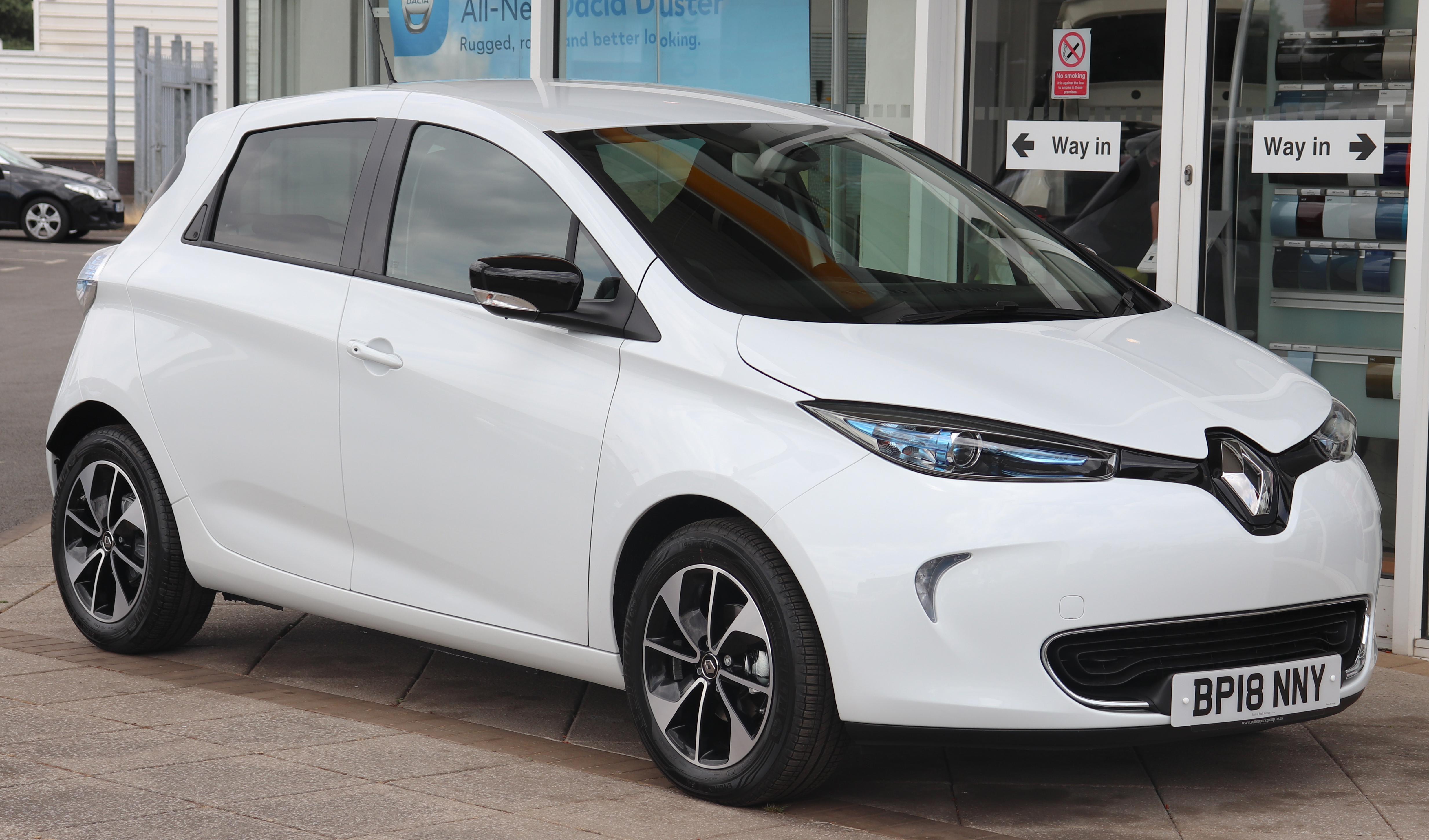
Renault Zoe - à venda na Europa por 21750€ mais 79€/mês de aluguer de baterias

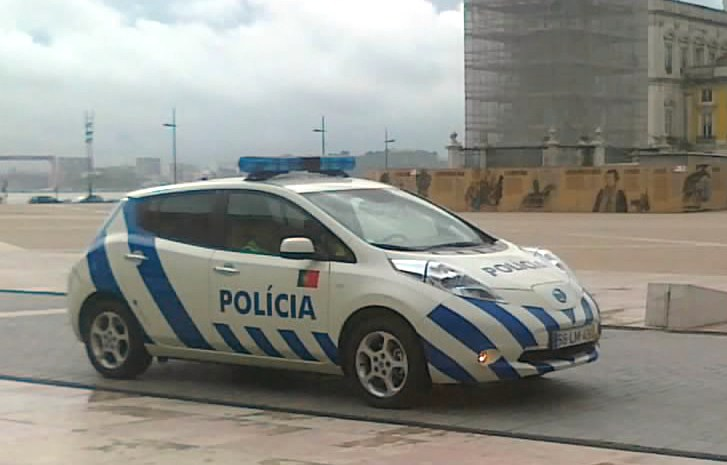
Veículo elétrico da Polícia de Segurança Pública, em Lisboa

Em Portugal, por exemplo, tem existido algum impulsionamento na gama dos veículos eléctricos nos tempos recentes, nomeadamente para a sua aquisição. O Governo da República deliberou conceder alguns benefícios fiscais para quem quisesse adquirir este gênero de veículos. Todavia, com a mudança de governo, alguns desses benefícios não estão mais em vigor devido às medidas de austeridade que são aplicadas ao país.

### Incentivo para abate
O incentivo à aquisição de um carro eléctrico pode chegar a 6 500 Euros no caso de a aquisição do novo carro eléctrico ser realizada à custa do abate de um veículo em fim de vida (Art.º 38.º do DL 39/2010, de 26 de Abril).

### Isenção de IA e IUC
Os veículos eléctricos estão isentos do pagamento quer do Imposto Automóvel, quer do Imposto Único de Circulação (Lei n.º 22-A de 2007).

### Deduções fiscais para empresas
A aquisição de veículos eléctricos permitirá realizar deduções em sede de IRC.
- Isenção fiscal em sede de IRC - As despesas com Veículos Elétricos estão isentas da tributação autónoma que se aplica aos veículos de empresa. Esta isenção não se aplica nem no caso de veículos híbridos nem no caso de motores de combustão (Artigo 88.º do Código do Imposto sobre o Rendimento das Pessoas Colectivas).
- Depreciação de Veículos Elétricos para efeitos fiscais - O Código do IRC prevê um aumento da taxa de depreciação permitida para Veículos Elétricos face aos veículos com motores de combustão interna (Artigo 34.º do Código do Imposto sobre o Rendimento das Pessoas Colectivas e Artigo 1.º da Portaria n.º 467/2010 de 7 de Julho).

Foi constituída também a MOBI.E, uma entidade gestora da mobilidade elétrica, que tem distribuídos por Portugal 64 pontos de carregamento para veículos elétricos

### Sociedade MOBI.E

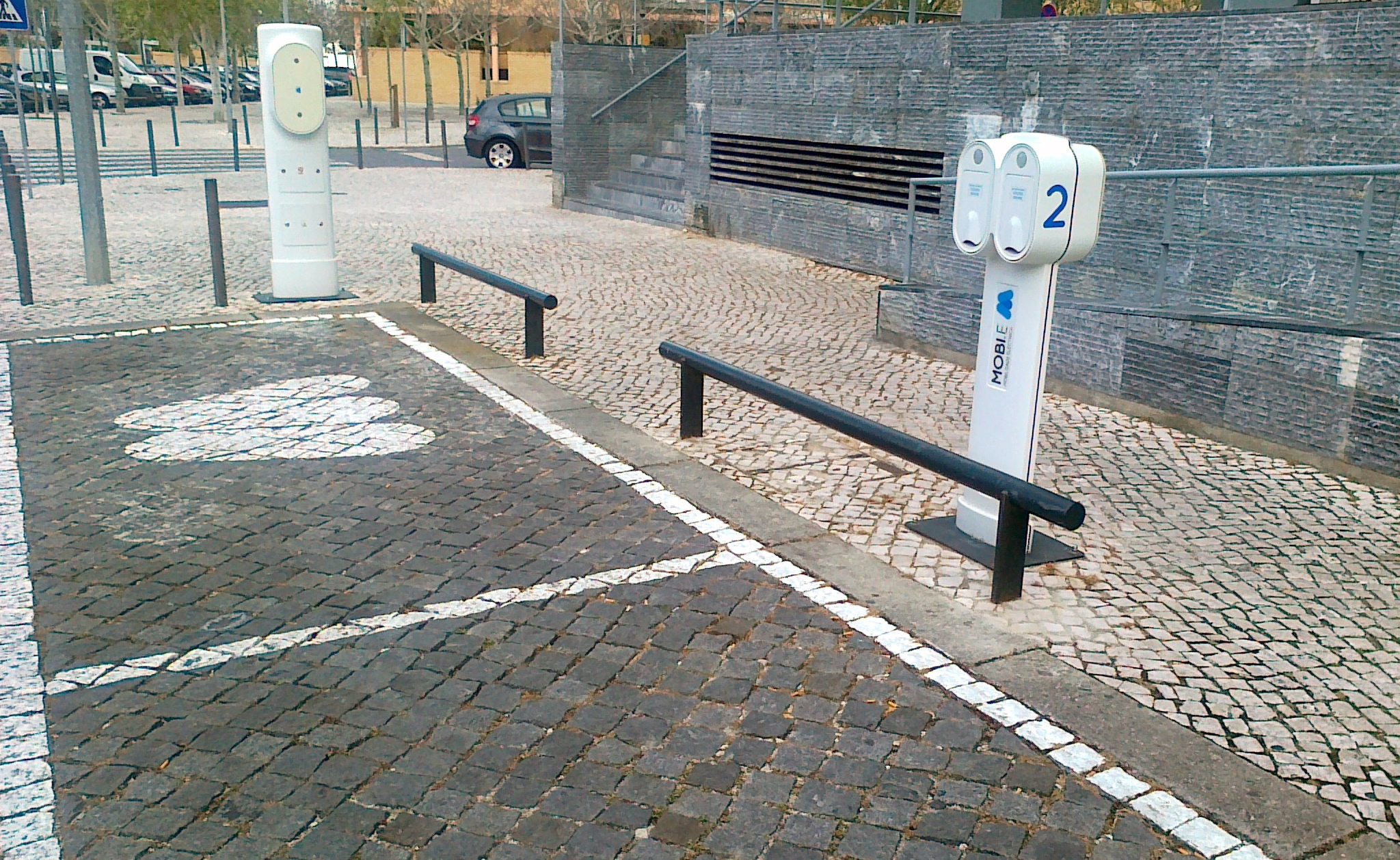
Ponto de carregamento para veículo elétrico no Parque das Nações em Lisboa

Foi constituída também a MOBI.E, uma entidade gestora da mobilidade elétrica, que tem distribuídos por Portugal 64 pontos de carregamento para veículos elétricos, pretendendo ter já em meados de 2011 cerca de 1300 pontos de carregamento públicos convencionais e 50 pontos de carregamento rápido distribuídos por cinquenta cidades.

### Conversão em veículo elétrico
Existe uma empresa portuguesa embrionária denominada McMob, que faz a conversão do veículo convencional de combustão interna, a gasóleo ou gasolina, para um veículo elétrico. De momento a conversão só é possível ser realizada para o veículo Smart e tem um preço que varia entre os 7 000€ e os 10 000€.

## No Reino Unido
Segundo estudo da Nissan, os número de postos de gasolina existentes no Reino Unido caiu de 37.539 em 1970 para 8 472 em 2015. Em contrapartida, o número de postos de carregamento elétrico aumentaram nos últimos anos e estima-se que em agosto de 2020 serão 7 900. Mas o estudo sublinha que, ao ritmo a que tem crescido o número de carros híbridos e elétricos, o "ponto de viragem" pode acontecer mais cedo.
Nos primeiros quatro meses deste ano foram registados, por dia, no Reino Unido, mais de 115 carros elétricos, o que dá uma média de um carro a cada 13 minutos.

## Célula de combustível
Existem actualmente dois tipos de carro elétricos comercializados no mundo: O carro com baterias que podem ser recarregadas e o veículo com célula de combustível (o mais autónomo). A célula de combustível produz corrente elétrica através de uma reação química com o oxigénio e hidrogénio (H2). Células de combustível convertem em energia elétrica tanto o H2 contido na água quanto o do contido no etanol (álcool combustível). Veículos elétricos a bateria necessitam de maior tempo para recarga e tem baixa autonomia. O uso de células de combustível nestes veículos elimina tais inconvenientes.
| Veículos elétricos impulsionados pela energia gerada por células de combustível: | Veículos elétricos impulsionados pela energia gerada por células de combustível: | Veículos elétricos impulsionados pela energia gerada por células de combustível: | Veículos elétricos impulsionados pela energia gerada por células de combustível: | Veículos elétricos impulsionados pela energia gerada por células de combustível: |
| -------------------------------------------------------------------------------- | -------------------------------------------------------------------------------- | -------------------------------------------------------------------------------- | -------------------------------------------------------------------------------- | -------------------------------------------------------------------------------- |
| Motoneta:                                                                        | Submarino:                                                                       | Avião elétrico:                                                                  | Bonde:                                                                           |                                                                                  |
|                                                                                  |                                                                                  |                                                                                  |                                                                                  |                                                                                  |
| Yamaha FC-me                                                                     | Submarino Tipo 212                                                               | HY4                                                                              | Bonde de Oranjestad                                                              |                                                                                  |

## Funcionamento

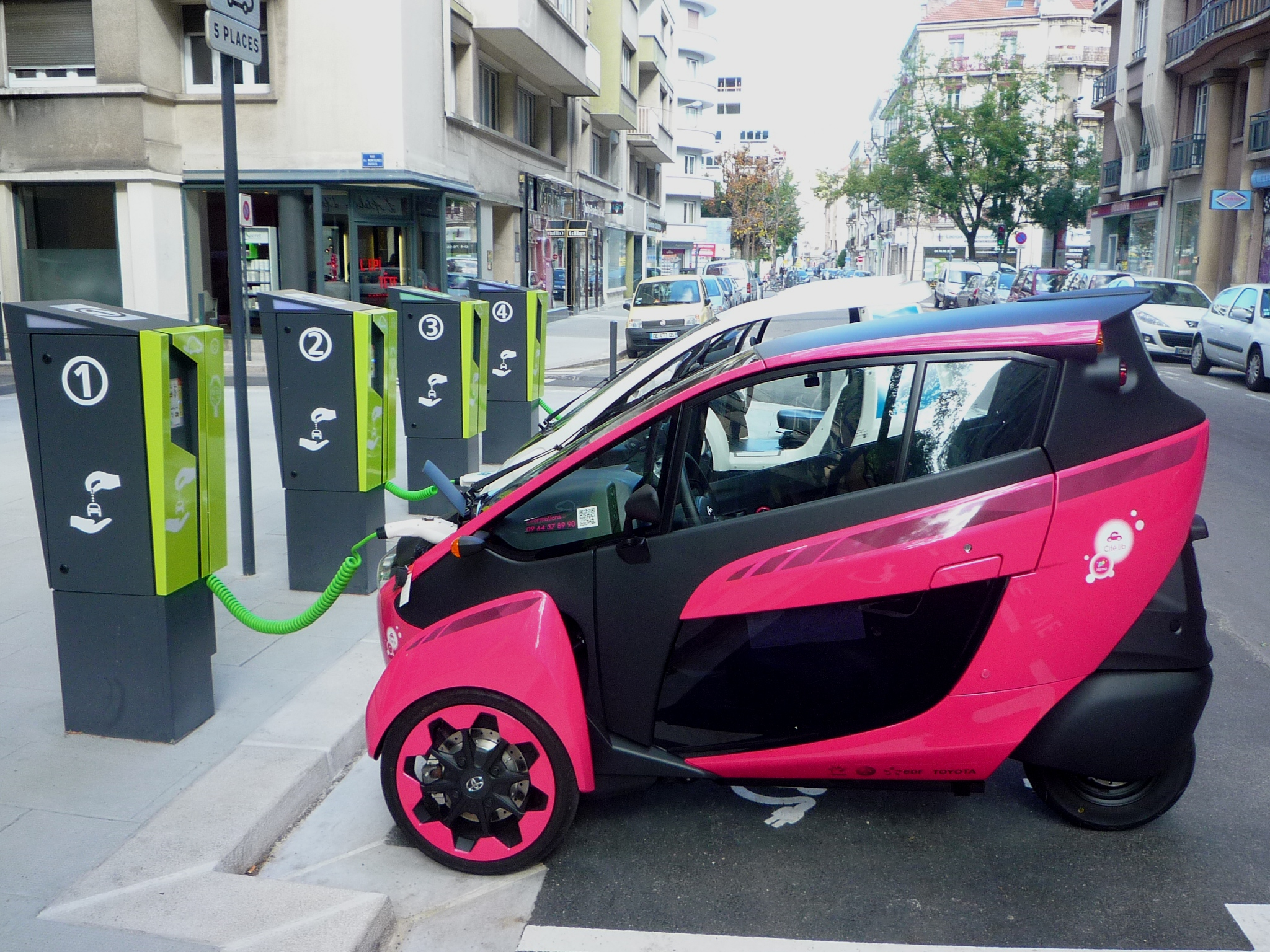
Toyota i-road em Grenoble (França) recarregando-se num eletroposto (estação de carga).

Os veículos elétricos fazem uso de bancos de baterias como fonte primária de energia. A energia armazenada nas baterias em forma química é convertida em energia elétrica, que por sua vez é transportada até os motores que farão sua conversão em energia mecânica, proporcionado que o veículo se locomova.

### Partes constituintes
- Bateria
- Motor elétrico
- Conversor DC/AC em alguns casos
- Conversor DC/DC em alguns casos
- Controlador de velocidade
- Painel de instrumentos